# Chủ tịch nước Việt Nam Dân chủ Cộng hòa
Chủ tịch nước Việt Nam Dân chủ Cộng hoà là người đứng đầu Nhà nước của nước Việt Nam Dân chủ Cộng hòa. Chức vụ được thiết lập được vào ngày 9 tháng 11 năm 1946 theo Hiến pháp năm 1946.
Hồ Chí Minh là chủ tịch nước đầu tiên, đứng đầu Chính phủ, và kiêm nhiệm chức vụ Thủ tướng. Năm 1955, chức vụ Thủ tướng được chuyển giao cho Phó Thủ tướng Phạm Văn Đồng đảm nhiệm. Hồ Chí Minh giữ chức vụ đến khi ông mất ngày 2 tháng 9 năm 1969. Chủ tịch nước kế nhiệm là Tôn Đức Thắng, từ ngày 22 tháng 9 năm 1969, trước đó là Quyền Chủ tịch nước, cho đến khi nước Cộng hòa xã hội chủ nghĩa Việt Nam được thành lập.

## Nhiệm vụ và quyền hạn
- Chính phủ gồm có Chủ tịch nước, Phó Chủ tịch nước và Nội các. Nội các có Thủ tướng, Phó Thủ tướng, các Bộ trưởng, Thứ trưởng. (Điều 44)
- Chủ tịch nước chọn Thủ tướng trong Quốc hội và đưa ra cho các đại biểu quốc hội biểu quyết (Điều 47)
- Chủ tịch nước có các quyền hạn chính như: thay mặt cho nước; giữ quyền Tổng chỉ huy quân đội toàn quốc, chỉ định hoặc cách chức các tướng soái; ký sắc lệnh bổ nhiệm hoặc cách chức Thủ tướng, nhân viên Nội các; chủ tọa Hội đồng chính phủ... (Điều 49)

## Danh sách chủ tịch nước Việt Nam Dân chủ Cộng hoà
Dưới đây là danh sách các Chủ tịch nước từ khi nước Việt Nam Dân chủ Cộng hòa thành lập. Tất cả các Chủ tịch nước đều là đảng viên Đảng Cộng sản Việt Nam, Ủy viên Bộ Chính trị. Trừ trường hợp đặc biệt là Bộ trưởng Nội vụ Huỳnh Thúc Kháng là người không đảng phái được Chủ tịch Hồ Chí Minh đề nghị tạm quyền Chủ tịch nước trong thời gian ông sang Pháp vận động ngoại giao.
Khung màu xám chỉ người giữ chức vụ Quyền Chủ tịch nước.
| Thứ tự | Tên                            | Chân dung | Nhiệm kỳ                                                        | Thời gian tại nhiệm | Chức vụ | Đảng phái                                                            |
| ------ | ------------------------------ | --------- | --------------------------------------------------------------- | ------------------- | --- | -------------------------------------------------------------------- |
| 1      | Hồ Chí Minh (1890 – 1969)      |           | 2 tháng 9 năm 1945 – 2 tháng 9 năm 1969 (mất khi đang tại chức) | 24 năm, 0 ngày      | Chủ tịch Chính phủ cách mạng lâm thời Việt Nam Dân chủ Cộng Hòa (1945-1946) Chủ tịch Chính phủ liên hiệp lâm thời Việt Nam Dân chủ Cộng hòa (1946) Chủ tịch Chính phủ liên hiệp kháng chiến Việt Nam Dân chủ Cộng hòa (1946) Chủ tịch Chính phủ liên hiệp Quốc dân Việt Nam Dân chủ Cộng hòa (1946-1955) Chủ tịch nước Việt Nam Dân chủ Cộng hòa | Đảng Cộng sản Đông Dương (đến 1951) Đảng Lao động Việt Nam (từ 1951) |
| -      | Huỳnh Thúc Kháng (1876 – 1947) |           | 31 tháng 5 năm 1946 – 21 tháng 10 năm 1946                      | 143 ngày            | Quyền Chủ tịch nước | không đảng phái                                                      |
| -      | Tôn Đức Thắng (1888 – 1980)    |           | 3 tháng 9 năm 1969 – 22 tháng 9 năm 1969                        | 19 ngày             | Quyền Chủ tịch nước (sau khi Hồ Chí Minh qua đời) | Đảng Lao động Việt Nam                                               |
| 2      | Tôn Đức Thắng (1888 – 1980)    |           | 22 tháng 9 năm 1969 – 2 tháng 7 năm 1976                        | 6 năm, 284 ngày     | Chủ tịch nước Việt Nam Dân chủ Cộng hòa | Đảng Lao động Việt Nam                                               |